# SommerMusikAkademie Schloss Hundisburg
Die SommerMusikAkademie Schloss Hundisburg, kurz SMA, ist ein zehntägiges Musikfestival, das alljährlich im Zeitraum von Ende Juli bis Anfang August auf Schloss Hundisburg und Umgebung in Sachsen-Anhalt stattfindet. Die SMA beinhaltet ein Konzertprogramm von klassischer Musik bis Jazz sowie eine Orchesterakademie für Musikstudierende aus Europa. Die künstlerische Leitung liegt bei Friedrich Praetorius, dem Dirigenten des Akademieorchesters Schloss Hundisburg.

## Konzept
Die SommerMusikAkademie Schloss Hundisburg wird jährlich von Ende Juli bis Anfang August in Hundisburg und Umgebung ausgerichtet. Während des Festivals werden in neun Tagen an acht Spielstätten zehn Veranstaltungen angeboten, von denen sechs durch das Akademieorchester bestritten werden. Insgesamt werden jedes Jahr rund 2.000 Besucher erreicht. Seit 2012 besteht eine überregionale Kooperation mit dem Festival „jung | klasse | KLASSIK“ des Musikfestivals Braunschweiger Land. Darüber hinaus bestehen Medienpartnerschaften mit der Haldenslebener Volksstimme und dem Mitteldeutschen Rundfunk (mdr).

## Konzerte

### Akademieeröffnung
Im Eröffnungskonzert des Festivals treten im Akademiesaal auf Schloss Hundisburg alle „ungeraden“ Jahre junge Preisträger mitteldeutscher Instrumentalwettbewerbe auf. Alle „geraden“ Jahre steht die Veranstaltung im Geiste der Verbindung zwischen den Künsten, wobei Kammermusik, Schauspiel und Tanz aufeinandertreffen. Aus Anlass ihres 20-jährigen Jubiläums wurde die SMA 2012 mit Georg Philipp Telemanns Barockoper Pimpinone eröffnet.

### Kammermusikkonzert
Im Kammermusikkonzert musiziert der Pianist Rolf-Dieter Arens gemeinsam mit jungen  Musikern in der Alten Fabrik in Althaldensleben.

### Das Besondere Konzert
Im Besonderen Konzert treten in der Sankt-Andreaskirche in Hundisburg Künstler oder Ensembles auf, deren Darbietungen über konventionelle Klangerlebnisse hinausgehen.

### Öffentliche Probe/Gesprächskonzert
Das Gesprächskonzert in der Schlossscheune ist die erste Begegnung des Publikums mit dem jährlich neu formierten Akademieorchester. Die Musik des Abschlusskonzerts ist hier erstmals zu hören, erläutert durch den Dirigenten Johannes Klumpp.

### SMA Jazznacht
In der Jazznacht treten im Technischen Denkmal Ziegelei in Hundisburg sowohl  Nachwuchskünstler als auch erfahrene Ensembles auf. Die Jazznacht erweitert die musikalischen Grenzen des ansonsten klassisch ausgerichteten Festivals.

### Wandelkonzert
Während des Festivals erarbeiten die  Musiker des Akademieorchesters neben den Orchesterproben eigenständig kammermusikalische Werke. Diese präsentieren sie im Wandelkonzert, wobei sie in Kammermusikformationen auf das Anwesen oder die Umgebung des Schlosses verteilt sind. Das Publikum wandelt von einer Station zur nächsten und erhält an jedem Haltepunkt Einführungen in Musik und Ort. Aufgrund der Nachfrage werden zwei Durchgänge angeboten.

### Abschlusskonzerte des Akademieorchesters
Den Abschluss der SommerMusikAkademie Schloss Hundisburg bilden die Konzerte des Akademieorchesters unter der Leitung von Johannes Klumpp. Diese finden traditionell in der Schlossscheune von Schloss Hundisburg und in der Stadtkirche Sankt Nicolai in Oschersleben statt.

## Akademieorchester Schloss Hundisburg
Jeweils im Frühjahr wird an deutschen und europäischen Musikhochschulen sowie online die Teilnahme am Akademieorchester Schloss Hundisburg ausgeschrieben. Anhand einer  aktuellen Aufnahme, auf der die Bewerber ein Musikstück ihrer Wahl spielen, wird ein internationales Orchester zusammengestellt. Auf dem Programm stehen zentrale Meisterwerke der deutschen Musikgeschichte. Die jungen Musiker proben in Hundisburg eine Woche unter der Leitung von Johannes Klumpp und bestreiten den Hauptanteil der SommerMusikAkademie mit der Öffentlichen Probe bzw. dem Gesprächskonzert, dem Wandelkonzert sowie den Abschlusskonzerten in der Schlossscheune, in Oschersleben und in Helmstedt.

## Akademieleitung und Organisation
Rolf-Dieter Arens ist Gründer der SommerMusikAkademie Schloss Hundisburg. Von 1993 bis 1999 war und erneut seit 2007 ist er Künstlerischer Leiter des Festivals.
Johannes Klumpp hatte von 2007 bis 2022 die Leitung des Akademieorchesters Schloss Hundisburg inne und bildete seit 2013 gemeinsam mit Rolf-Dieter Arens die Künstlerische Leitung der SMA.
Seit dem Jahr 2023 ist Friedrich Praetorius neuer künstlerischer Leiter und Chefdirigent der SommerMusikAkademie Schloss Hundisburg.
Der Veranstalter der SMA ist KULTUR-Landschaft Haldensleben-Hundisburg e.V., dessen Geschäftsführer  Harald Blanke ist. Die Grundfinanzierung erfolgt durch die Stadt Haldensleben. Die Maßnahme wird durch das Land Sachsen-Anhalt und den Landkreis Börde gefördert.

## Geschichte
1991 wurde mit der Sanierung und dem Wiederaufbau des Schlosses Hundisburg sowie der Rekonstruktion des Barockgartens und des Landschaftsparks begonnen. Im Jahre 1993 gründeten Rolf-Dieter Arens und der KULTUR-Landschaft Haldensleben-Hundisburg e. V. die SommerMusikAkademie zur Erreichung einer öffentlichen Akzeptanz der begonnenen Dauerbaustelle. 1995 übernahm der Verein die Trägerschaft der SMA.
Seitdem werden die zerstörten Teile des Schlosses wiederhergestellt und damit auch für die SommerMusikAkademie nutzbar gemacht. Für die Rekonstruktion der barocken Stuckdecke im Hauptsaal, die 2012 zum 20-jährigen Jubiläum der SMA eingeweiht wurde, konnte der Maler Christoph Wetzel Fotografien der 1930er Jahre und Farbdias aus dem Bestand des „Führerbefehl Monumentalmalerei“ als Grundlage nehmen. Die SommerMusikAkademie beschränkt sich nicht auf das Schlossanwesen, sondern bezieht historische Gebäude in  Hundisburg und Umgebung mit ein.